# جيوك خان
جيوك خان هو ابن أوقطاي خان و حفيد جنكيز خان و ثالث خاقانات الإمبراطورية المغولية.
بعد وفاة أوقاطاي خان في عام 1241 قامت أرملته توراكينا خاتون بتولي شؤون الإمبراطورية لخمس سنوات حتى انعقاد القورولتاي الذي مهدت خلالهما لانتخاب إبنها جيوك لمنصب الخاقان. لكن حكم جيوك خان لم يستمر طويلا إذ مات في صائفة عام 1248 بعد أقل من عام ونصف على تولّيه الحكم ليخلفه في المنصب ابن عمه مونكو خان.